# Oscar Nkolo
Oscar Nkolo Kanowa C.I.C.M. (ur. 8 września 1957 w Mbuji-Mayi) – kongijski duchowny katolicki, biskup Mweka od 2017.

## Życiorys

### Prezbiterat
Święcenia kapłańskie przyjął 19 lipca 1987 w zgromadzeniu szeutystów. Po święceniach rozpoczął pracę misyjną na Dominikanie, pełniąc funkcje m.in. wiceprowincjała i dyrektora pre-nowicjatu. Po rocznych studiach w Stanach Zjednoczonych powrócił do kraju i objął stanowisko rektora scholastykatu w Kinszasie. Później był m.in. prokuratorem pomocniczym i przełożonym afrykańskiej prowincji oraz mistrzem międzynarodowego nowicjatu zakonnego.

### Episkopat
18 lutego 2017 papież Franciszek mianował go biskupem ordynariuszem diecezji Mweka. Sakry udzielił mu 28 maja 2017 kardynał Laurent Monsengwo Pasinya.